# Ricardo Suárez
Ricardo Suárez Echevarría, conocido en el mundo del fútbol como Suárez, fue un futbolista profesional que jugó en la Primera división española en la década de 1950 en las filas de la Real Sociedad y del Granada CF.
Nació en 1923 en la localidad guipuzcoana de Elgóibar, falleció en la misma localidad el 5 de diciembre de 2008

## Trayectoria
Jugó a lo largo de su carrera en el puesto de defensa.
Llegó a disputar 179 partidos en la máxima categoría del fútbol español.
En 1949 la Real Sociedad, en un plan para consolidarse en la Primera División inicia una operación retorno en la que se dedica a fichar a jugadores vascos que militaban en equipos de otras regiones. Suárez, que militaba en Segunda División en el Racing de Santander (por aquel entonces Real Santander) es uno de los refuerzos que adquiere el club. El jugador contaba en aquel entonces ya 26 años. 
Suárez jugó 7 temporadas en la Real Sociedad, siendo titular en las 6 primeras. En sus 7 temporadas con la Real jugó 200 partidos oficiales (172 en la Primera División). Disputó la final de la Copa del Generalísimo de 1951, que la Real perdió por 3-0 frente al Barcelona. 
En 1956 tras disputar pocos partidos en su última temporada y con 33 años de edad, ficha por el Granada CF. Con el Granada cierra su carrera tras dos temporadas. Logra el ascenso con el Granada en 1957 a la Primera división y se retira tras jugar una última temporada en Primera.

## Clubes
| Club                | País   | Año       |
| ------------------- | ------ | --------- |
| Racing de Santander | España | 1943-1949 |
| Real Sociedad       | España | 1949-1956 |
| Granada CF          | España | 1956-1958 |